# Eupithecia denticulata
Euphitecia denticulata es una especie de polilla de la familia Geometridae. La especie fue descrita por primera vez por Georg Friedrich Treitschke habiendo sido descrita en 1828, con distribución en Europa. El lectotipo de la especie fue descrita en los alrededores de Budapest.